# 奎弗冰原島峰
71°0′S 70°17′W / 71.000°S 70.283°W
奎弗冰原島峰（英語：Quaver Nunatak）是南極洲的冰原島峰，位於亞歷山大一世島中部，處於沃爾頓山脈北端，海拔高度約250米，現時由南極條約體系管理。